# 韓據
韓據（？—318年），西晋末年人物。
313年六月，刘琨与代公拓跋猗卢会合於泾北，商议攻汉。七月，刘琨据蓝谷，拓跋猗卢派拓跋普根驻北屈。刘琨派遣监军韩据从西河向南，计划攻西平。刘聪派大将军刘粲阻击刘琨，骠骑将军刘易阻击拓跋普根，荡晋将军兰阳协守西平。刘琨、韩据于是带兵回师。316年，石勒围攻乐平郡太守韩据，韩据向刘琨求援。刘琨派箕澹、卫雄救援，被石勒打败，韩据弃城逃跑。韓據和刘琨依附段匹磾，与结成儿女亲家。318年，代郡太守辟闾嵩、后将军韩据密谋偷袭段匹磾，事泄，段匹磾抓获辟闾嵩、韩据与同党徒。